# Fortuna-Gletscher
Der Fortuna-Gletscher ist ein Gletscher auf Südgeorgien. Er fließt in nordöstlicher Richtung zum Meer, das er unmittelbar westlich des Kap Best erreicht. Ein Seitenarm zweigt in östlicher Richtung ab und endet kurz vor dem Westufer der Fortuna Bay.
Namensgeber der etwa um das Jahr 1912 vorgenommenen Benennung ist vermutlich das Walfangschiff Fortuna, mit dem der norwegische Walfangunternehmer und Antarktisforscher Carl Anton Larsen zwischen 1904 und 1905 in den Gewässern um Südgeorgien unterwegs war.